# Red Bull RB2
Der Red Bull RB2 war der zweite Formel-1-Rennwagen von Red Bull Racing, welcher bei allen 18 Rennen der Formel-1-Weltmeisterschaft 2006 verwendet wurde.

## Technik und Entwicklung
Für die Saison 2006 entwickelte Red Bull ein komplett neues Fahrzeug. Zudem wechselte man im Rahmen der Umstellung von V10- zu V8-Motoren den Motorenhersteller, von Cosworth zu Ferrari. Bei der Bereifung blieb Red Bull dem französischen Reifenhersteller Michelin treu. Während der Saison hatte man ständig Überhitzungs- und Standhaftigkeitsprobleme mit dem Ferrari-Motor. Der damalige Designer Mark Smith hatte beim Design des RB2 nicht berücksichtigt, dass der Ferrari-Motor mehr Kühlung brauchte. Als Notlösung wurden große Kühlöffnungen in das Chassis geschnitten, damit die warme Luft aus dem Motorraum austreten konnte. Nach der Saison wurden die Ferrari-Motoren an Toro Rosso abgegeben und man verpflichtete Renault als Motorenpartner.

## Lackierung und Sponsoring
Die Grundfarbe des RB2 war dunkelblau. Auf der Motorhaube waren großflächige Sponsorenaufkleber von Red Bull angebracht. Die Seitenkästen zierten große Schriftzüge des Energy-Drink-Herstellers.

## Fahrer
Bei der Fahrerbesetzung hielt man am Schotten David Coulthard und dem Österreicher Christian Klien fest, wobei Klien bei den letzten drei Rennen der Saison das Cockpit an den Niederländer Robert Doornbos abgeben musste. Neben Doornbos war der Deutsche Michael Ammermüller ebenfalls Testfahrer des RB2, kam jedoch nicht zum Renneinsatz.

## Ergebnisse
| Fahrer                          | Nr.                             | 1  | 2   | 3   | 4   | 5   | 6  | 7   | 8  | 9  | 10  | 11 | 12 | 13  | 14  | 15 | 16 | 17  | 18  | Punkte | Rang |
| ------------------------------- | ------------------------------- | -- | --- | --- | --- | --- | -- | --- | -- | -- | --- | -- | -- | --- | --- | -- | -- | --- | --- | ------ | ---- |
| Formel-1-Weltmeisterschaft 2006 | Formel-1-Weltmeisterschaft 2006 |    |     |     |     |     |    |     |    |    |     |    |    |     |     |    |    |     |     | 16     | 7.   |
| David Coulthard                 | 14                              | 10 | DNF | 8   | DNF | DNF | 14 | 3   | 12 | 8  | 7   | 9  | 11 | 5   | 15* | 12 | 9  | DNF | DNF | 16     | 7.   |
| Christian Klien                 | 15                              | 8  | DNF | DNF | DNF | DNF | 13 | DNF | 14 | 11 | DNF | 12 | 8  | DNF | 11  | 11 |    |     |     | 16     | 7.   |
| Robert Doornbos                 | 15                              |    |     |     |     |     |    |     |    |    |     |    |    |     |     |    | 12 | 13  | 12  | 16     | 7.   |

| Legende  | Legende            | Legende                                                          |
| Farbe    | Abkürzung          | Bedeutung                                                        |
| -------- | ------------------ | ---------------------------------------------------------------- |
| Gold     | –                  | Sieg                                                             |
| Silber   | –                  | 2. Platz                                                         |
| Bronze   | –                  | 3. Platz                                                         |
| Grün     | –                  | Platzierung in den Punkten                                       |
| Blau     | –                  | Klassifiziert außerhalb der Punkteränge                          |
| Violett  | DNF                | Rennen nicht beendet (did not finish)                            |
| Violett  | NC                 | nicht klassifiziert (not classified)                             |
| Rot      | DNQ                | nicht qualifiziert (did not qualify)                             |
| Rot      | DNPQ               | in Vorqualifikation gescheitert (did not pre-qualify)            |
| Schwarz  | DSQ                | disqualifiziert (disqualified)                                   |
| Weiß     | DNS                | nicht am Start (did not start)                                   |
| Weiß     | WD                 | zurückgezogen (withdrawn)                                        |
| Hellblau | PO                 | nur am Training teilgenommen (practiced only)                    |
| Hellblau | TD                 | Freitags-Testfahrer (test driver)                                |
| ohne     | DNP                | nicht am Training teilgenommen (did not practice)                |
| ohne     | INJ                | verletzt oder krank (injured)                                    |
| ohne     | EX                 | ausgeschlossen (excluded)                                        |
| ohne     | DNA                | nicht erschienen (did not arrive)                                |
| ohne     | C                  | Rennen abgesagt (cancelled)                                      |
| ohne     | keine WM-Teilnahme |                                                                  |
| sonstige | P/fett             | Pole-Position                                                    |
| sonstige | 1/2/3/4/5/6/7/8    | Punktplatzierung im Sprint-/Qualifikationsrennen                 |
| sonstige | SR/kursiv          | Schnellste Rennrunde                                             |
| sonstige | *                  | nicht im Ziel, aufgrund der zurückgelegten Distanz aber gewertet |
| sonstige | ()                 | Streichresultate                                                 |
| sonstige | unterstrichen      | Führender in der Gesamtwertung                                   |

## Verbleib nach der Saison
Ein Exemplar des RB2 ist im Hangar-7, einem Multifunktionsgebäude am Flughafen Salzburg, ausgestellt.